# Hôtel Colbert de Torcy
L'hôtel Colbert de Torcy ou hôtel Tubeuf est un hôtel particulier du XVIIe siècle, situé au 16 de la rue Vivienne dans le 2e arrondissement de Paris.
L'hôtel dans son ensemble, y compris le sol de la cour et de l'ancien jardin, fait l’objet d’un classement au titre des monuments historiques depuis le 28 décembre 1984.

## Historique

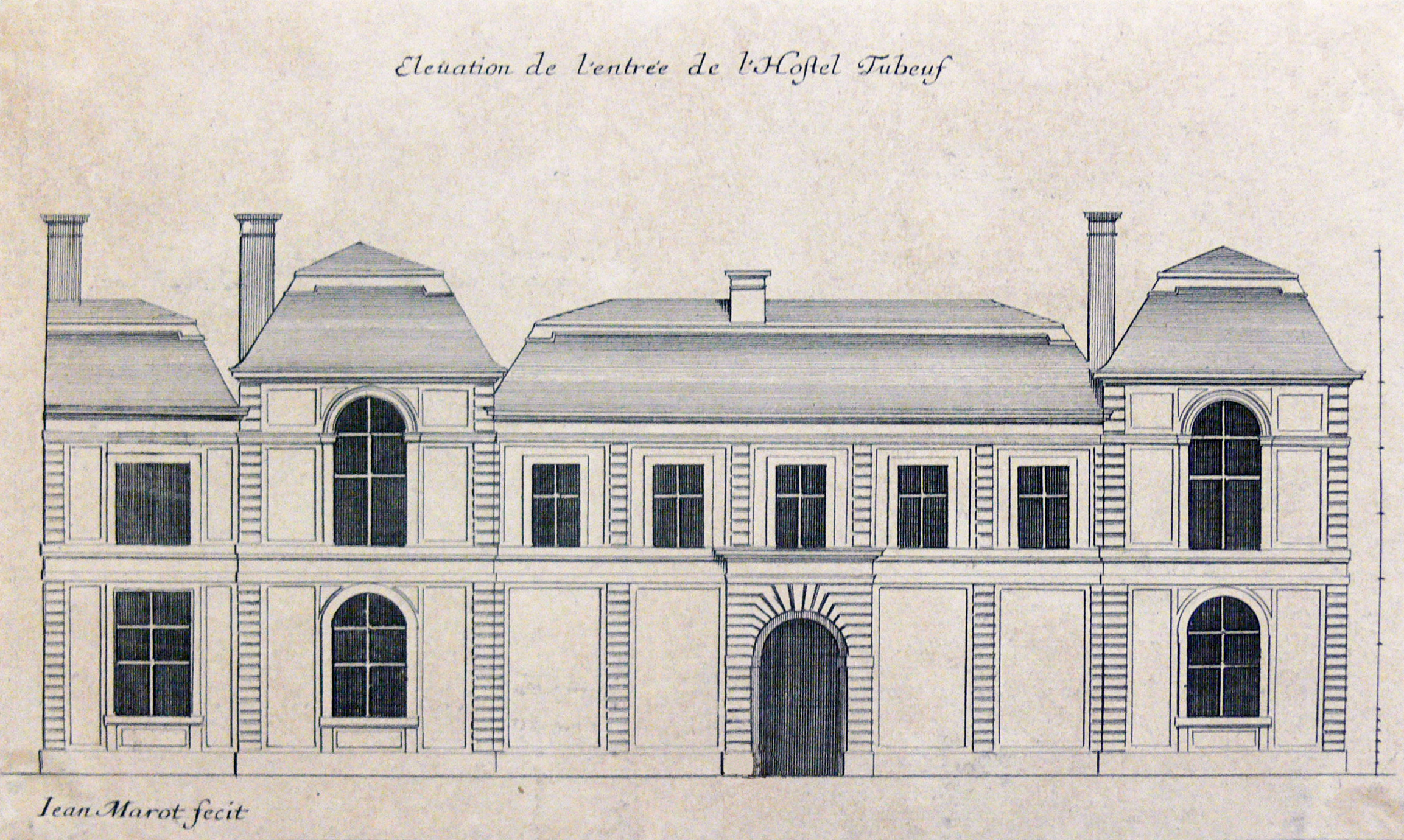
« Élévation de l’entrée de l’hôtel de Tubeuf », estampe de Jean Marot.

L'hôtel est construit en 1640 par l'architecte Pierre Le Muet, peu après le lotissement du quartier, pour Jacques Tubeuf (1606-1670), futur président de la Chambre des comptes de Paris (nommé 14 novembre 1643).
L'hôtel Tubeuf est vendu à Charles Colbert, marquis de Croissy, en 1688, puis en 1720, à François de Fargès, seigneur de Polisy (1670-1734), secrétaire du roi.
Les quatre façades sur cour du rez-de-chaussée présentent des arcades en plein cintre avec frise dorique et emploi de l'ordre colossal. Il s'agit d'un édifice représentatif de la première partie de la carrière de Le Muet, avant que sa manière ne se rapproche du style classique louis-quatorzien.